# Lima (Ohio)
Lima település az Amerikai Egyesült Államok Ohio államában, Allen megyében, melynek megyeszékhelye is. Lakosainak száma 35 579 fő (2020. április 1.).

## Népesség
A település népességének változása:

| 2010 | 38 771 |
| 2020 | 35 579 |